# Harry Potter in Feniksov red
Harry Potter in Feniksov red je peta knjiga iz serije Harry Potter pisateljice J. K. Rowling. Knjigo je v slovenščino prevedel Jakob J. Kenda. V Veliki Britaniji, Avstraliji in ZDA je izšla 21. junija 2003.
Na Bradavičarko pride nova učiteljica Kalavara Temyna, ki dela na ministrstvu. Ministrstvo je ta čas zelo proti Harryu saj minister za čaranje noče verjeti da se je Mrlankestin vrnil. Zaradi tega razloga Kalavara Temyna nadzoruje učence ter učitelje ter noče da bi kdorkoli pomislil da se je Mrlankesti vrnil. Harry Potter zato ustanovi obrambni krožek kjer se bojo naučili dovolj spretnosti da se v takem primeru spopadejo z mračnimi silami. Zraven  se mora naučiti brambovolije, ker je med mojstrom ter Harryem nekakšna povezava v katero se trudi čim manj gledati ker po Hermioninem naj bi lahko prišlo do prevare. Hermiona ima glede tega potem prav toda Harry je ne posluša. Mojster mu zato v misli vsadi lažni prizor kjer ga zvabi na Ministrstvo za čaranje kjer Harry s pomočjo prijateljev pride do prerokbe o njegovem življenju. Med spopadom  umre Sirius Black, harryev boter umorila ga je Krasotilya L'Ohol, Mrlankestinova služabnica.

## Vsebina poglavij

### Feniksov red
Feniksov red je organizacija, ki se bori proti Tistemu, ki ga ne smemo imenovati (Mrlakensteinu). Ta organizacija poskuša temnemu čarovniku prekrižati njegove načrte, da bi zopet prišel na oblast.
V Feniksov red so včlanjeni:  
- Remus Wulf,
- Alastor »Noruč« Nergga,
- Fatale Tanga,
- Krallek Kehomet,
- Molly Weasley,
- Arthur Weasley,
- Dumbledore,
- Sirius Black,
- Minerva McHudurra
- profesor Colibri,
- Robaus Raws...

V Feniksovem redu sta bila tudi Harryjeva starša (Lily Potter in James Potter), preden ju je Mrlakenstein ubil.

### Loona Liupka
Loona Liupka je Harryjeva sošolka na Bradavičarki, vendar pa pripada Drznvraanu.
Je precej čudna, saj verjame v najneverjetnjše zgodbe iz revije Razkrito, katere urednik je njen oče Xenophilus Liupka.

### Dumbledorjeva armada
Dumbledorjeva armada je krožek, ki ga organizirajo Harry Potter, Hermiona Granger in Ron Weasley. V krožku se učijo različne uporabne uroke, saj jim nova profesorica za obrambo pred mračnimi silami Kalavara Temyna tega ne dovoli.Vsi se zavedajo, da se bodo morali morda spopasti s coprniki.
V krožku je 26 dijakov iz Gryfondoma, Drznvraana ter Pihpuffa: Harry Potter, Hermiona Granger, Ron Weasley Neville Velerit, Dean Thomas, Lavender Brown, Cho Chang in njena prijateljica, Loona Liupka, Katie Bell, Alicija Spinnet, Angelina Johnson, Colin in Dennis Creevey, Ernie Macmillan, Justin Finch-Fletchley, Hannah Abbott, dekle in fant iz Pihpuffa, Anthony Goldstein, Michael Corner, Terry Boot, Ginny Weasley, dvojčka Weasley in Lee Jordan.
Ime krožka je predlagala Ginny Weasley, saj se Ministrstvo za čaranje najbolj boji prav tega, da bi Albus Dumbledore ustvaril lastno vojsko mladih čarovnikov.